# Códigos dos países (D–E)
- A
- B
- C
- D–E
- F
- G
- H–I
- J–K
- L
- M
- N
- O–Q
- R
- S
- T
- U–Z

## Dinamarca
| ISO 3166-1 numérico 208         | ISO 3166-1 alfa-3 DNK    | ISO 3166-1 alfa-2 DK              | ICAO cod aeroporto prefixo(s) EK                |
| E.164 cód tel(s) +45            | COI cód país —           | TLD cod país .dk                  | ICAO aeronave regis. prefixo(s) —               |
| E.212 Mobile código país(s) 238 | OTAN Cód três-letras —   | OTAN Cód duas-letras (obsoleto) — | LOC MARC código(s) DK                           |
| ITU Marítima ID (s) —           | ITU código de letras DNK | FIPS código de país(es) DA        | Licença código chapa DK                         |
| GS1 GTIN prefixo(s) 570-579     | UNDP códigos de país DEN | WMO códigos de país DN            | ITU prefixos indicativo 5PA-5QZ,OUA-OZZ,XPA-XPZ |

## Djibuti
| ISO 3166-1 numérico 262         | ISO 3166-1 alfa-3 DJI    | ISO 3166-1 alfa-2 DJ              | ICAO cod aeroporto prefixo(s) HD      |
| E.164 cód tel(s) +253           | COI cód país —           | TLD cod país .dj                  | ICAO aeronave regis. prefixo(s) —     |
| E.212 Mobile código país(s) 638 | OTAN Cód três-letras —   | OTAN Cód duas-letras (obsoleto) — | LOC MARC código(s) FT                 |
| ITU Marítima ID (s) —           | ITU código de letras DJI | FIPS código de país(es) DJ        | Licença código chapa DJI (unofficial) |
| GS1 GTIN prefixo(s) —           | UNDP códigos de país DJI | WMO códigos de país DJ            | ITU prefixos indicativo J2A-J2Z       |

## Dominica
| ISO 3166-1 numérico 212         | ISO 3166-1 alfa-3 DMA    | ISO 3166-1 alfa-2 DM              | ICAO cod aeroporto prefixo(s) TD  |
| E.164 cód tel(s) +1 767         | COI cód país —           | TLD cod país .dm                  | ICAO aeronave regis. prefixo(s) — |
| E.212 Mobile código país(s) 356 | OTAN Cód três-letras —   | OTAN Cód duas-letras (obsoleto) — | LOC MARC código(s) DQ             |
| ITU Marítima ID (s) —           | ITU código de letras DMA | FIPS código de país(es) DO        | Licença código chapa WD           |
| GS1 GTIN prefixo(s) —           | UNDP códigos de país DMI | WMO códigos de país DO            | ITU prefixos indicativo J7A-J7Z   |

## República Dominicana
| ISO 3166-1 numérico 214                 | ISO 3166-1 alfa-3 DOM    | ISO 3166-1 alfa-2 DO              | ICAO cod aeroporto prefixo(s) MD  |
| E.164 cód tel(s) +1 809, +1 829, +1 849 | COI cód país —           | TLD cod país .do                  | ICAO aeronave regis. prefixo(s) — |
| E.212 Mobile código país(s) 370         | OTAN Cód três-letras —   | OTAN Cód duas-letras (obsoleto) — | LOC MARC código(s) DR             |
| ITU Marítima ID (s) —                   | ITU código de letras DOM | FIPS código de país(es) DR        | Licença código chapa DOM          |
| GS1 GTIN prefixo(s) 746                 | UNDP códigos de país DOM | WMO códigos de país DR            | ITU prefixos indicativo HIA-HIZ   |

## Equador
| ISO 3166-1 numérico 218         | ISO 3166-1 alfa-3 ECU    | ISO 3166-1 alfa-2 EC              | ICAO cod aeroporto prefixo(s) SE  |
| E.164 cód tel(s) +593           | COI cód país —           | TLD cod país .ec                  | ICAO aeronave regis. prefixo(s) — |
| E.212 Mobile código país(s) 740 | OTAN Cód três-letras —   | OTAN Cód duas-letras (obsoleto) — | LOC MARC código(s) EC             |
| ITU Marítima ID (s) —           | ITU código de letras EQA | FIPS código de país(es) EC        | Licença código chapa EC           |
| GS1 GTIN prefixo(s) 786         | UNDP códigos de país ECU | WMO códigos de país EQ            | ITU prefixos indicativo HCA-HDZ   |

## Egito
| ISO 3166-1 numérico 818         | ISO 3166-1 alfa-3 EGY    | ISO 3166-1 alfa-2 EG              | ICAO cod aeroporto prefixo(s) HE                |
| E.164 cód tel(s) +20            | COI cód país —           | TLD cod país .eg                  | ICAO aeronave regis. prefixo(s) —               |
| E.212 Mobile código país(s) 602 | OTAN Cód três-letras —   | OTAN Cód duas-letras (obsoleto) — | LOC MARC código(s) UA                           |
| ITU Marítima ID (s) —           | ITU código de letras EGY | FIPS código de país(es) EG        | Licença código chapa ET                         |
| GS1 GTIN prefixo(s) 622         | UNDP códigos de país EGY | WMO códigos de país EG            | ITU prefixos indicativo 6AA-6BZ,SSA-SSM,SUA-SUZ |

## El Salvador
| ISO 3166-1 numérico 222         | ISO 3166-1 alfa-3 SLV    | ISO 3166-1 alfa-2 SV              | ICAO cod aeroporto prefixo(s) MS         |
| E.164 cód tel(s) +503           | COI cód país —           | TLD cod país .sv                  | ICAO aeronave regis. prefixo(s) —        |
| E.212 Mobile código país(s) 706 | OTAN Cód três-letras —   | OTAN Cód duas-letras (obsoleto) — | LOC MARC código(s) ES                    |
| ITU Marítima ID (s) —           | ITU código de letras SLV | FIPS código de país(es) ES        | Licença código chapa ES                  |
| GS1 GTIN prefixo(s) 741         | UNDP códigos de país ELS | WMO códigos de país ES            | ITU prefixos indicativo HUA-HUZ, YSA-YSZ |

Nova Delhi é 011

## Guiné Equatorial
| ISO 3166-1 numérico 226         | ISO 3166-1 alfa-3 GNQ    | ISO 3166-1 alfa-2 GQ              | ICAO cod aeroporto prefixo(s) FG     |
| E.164 cód tel(s) +240           | COI cód país —           | TLD cod país .gq                  | ICAO aeronave regis. prefixo(s) —    |
| E.212 Mobile código país(s) 627 | OTAN Cód três-letras —   | OTAN Cód duas-letras (obsoleto) — | LOC MARC código(s) EG                |
| ITU Marítima ID (s) —           | ITU código de letras GNE | FIPS código de país(es) EK        | Licença código chapa GQ (unofficial) |
| GS1 GTIN prefixo(s) —           | UNDP códigos de país EQG | WMO códigos de país GQ            | ITU prefixos indicativo 3CA-3CZ      |

## Eritreia
| ISO 3166-1 numérico 232         | ISO 3166-1 alfa-3 ERI    | ISO 3166-1 alfa-2 ER              | ICAO cod aeroporto prefixo(s) HH  |
| E.164 cód tel(s) +291           | COI cód país —           | TLD cod país .er                  | ICAO aeronave regis. prefixo(s) — |
| E.212 Mobile código país(s) 657 | OTAN Cód três-letras —   | OTAN Cód duas-letras (obsoleto) — | LOC MARC código(s) EA             |
| ITU Marítima ID (s) —           | ITU código de letras ERI | FIPS código de país(es) ER        | Licença código chapa ER           |
| GS1 GTIN prefixo(s) —           | UNDP códigos de país ERI | WMO códigos de país E1            | ITU prefixos indicativo E3A-E3Z   |

## Estónia
| ISO 3166-1 numérico 233         | ISO 3166-1 alfa-3 EST    | ISO 3166-1 alfa-2 EE              | ICAO cod aeroporto prefixo(s) EE  |
| E.164 cód tel(s) +372           | COI cód país —           | TLD cod país .ee                  | ICAO aeronave regis. prefixo(s) — |
| E.212 Mobile código país(s) 248 | OTAN Cód três-letras —   | OTAN Cód duas-letras (obsoleto) — | LOC MARC código(s) ER             |
| ITU Marítima ID (s) —           | ITU código de letras EST | FIPS código de país(es) EN        | Licença código chapa EST          |
| GS1 GTIN prefixo(s) 474         | UNDP códigos de país EST | WMO códigos de país EO            | ITU prefixos indicativo ESA-ESZ   |

## Etiópia
| ISO 3166-1 numérico 231         | ISO 3166-1 alfa-3 ETH    | ISO 3166-1 alfa-2 ET              | ICAO cod aeroporto prefixo(s) HA         |
| E.164 cód tel(s) +251           | COI cód país —           | TLD cod país .et                  | ICAO aeronave regis. prefixo(s) —        |
| E.212 Mobile código país(s) 636 | OTAN Cód três-letras —   | OTAN Cód duas-letras (obsoleto) — | LOC MARC código(s) ET                    |
| ITU Marítima ID (s) —           | ITU código de letras ETH | FIPS código de país(es) ET        | Licença código chapa ETH                 |
| GS1 GTIN prefixo(s) —           | UNDP códigos de país ETH | WMO códigos de país ET            | ITU prefixos indicativo 9EA-9FZ, ETA-ETZ |